# Adolphe und Arthur Caille
Die Geschwister Adolphe (* 1862 in Detroit, Michigan) und Auguste Arthur (* 1867, ebenda) Caille sind die Erfinder des ersten Spielautomaten.

## Leben
Die Brüder wuchsen in Detroit auf, zogen mit ihren Eltern 1876 nach Owosso und 1880 nach East Saginaw. Adolphe arbeitete dort zunächst als Tischler. Später erfanden die Brüder die erste automatische Ladenkasse. Die Geldstücke wurden dabei durch ein Drahtsystem geordnet. 1888 gründeten sie die Caille Cash Carrier Company.
Ein Jahr später erfanden sie den ersten Spielautomaten, den Caille Black Cat 1889. Die spätere Firma Caille Bros. Co. war um 1901 die größte Spielautomatenfabrik der USA.

## Sonstiges
- Der Lucky-Luke-Comic Der einarmige Bandit behandelt die Brüder Caille, die versuchen, ihren „Banditen“ in den USA zu verbreiten.